# Bushmaster XM-15
Bushmaster XM-15 (или XM15) — линейка полуавтоматических винтовок и карабинов типа AR-15, производимых Bushmaster Firearms International, LLC. Варианты включают карабин типа Bushmaster M4, серию Patrolman, серию QRC, Bushmaster XM15-E2S и линейку Carbon 15.

## Варианты
У стандартного XM-15 верхняя и нижняя части ствольной коробки сделаны из кованого авиационного алюминия 7075T6. Стволы оружия имеют тяжелый профиль и покрыты твердым хромом из легированной стали 4150 или нержавеющей стали 416. В рекламе Bushmaster 2016 года указано, что все новые модели XM-15 поставляются со стволом из стали 4150. Стандартный ствол имеет нарезы на 9 дюймов.
- E2S: базовая модель E2S оснащена 16-дюймовым (41 см) стволом карабинного типа.
  - E2S Target[7] — 20-дюймовая (51 см) винтовка с тяжелым стволом, прикладом типа A2 и верхней ручкой для переноски, также доступна со стволами 24 и 26 дюймов (61 и 66 см).
  - E2S Shorty[8] — 16-дюймовая версия с «коротким» цевьем[7].
  - E2S Shorty AK[8] — вариант Shorty с 14,5-дюймовым (36,8 см) стволом карабина SBR с дульным тормозом типа AK-74, приваренным к переднему концу оружия, чтобы увеличить общую длину до 16 дюймов.
  - E2S Dissipator[8] — вариант со стволом «Dissipator» (16-дюймовым стволом, но с мушкой винтовочной длины), разработанным Bushmaster.  Он представляет собой ложный газовый блок с мушкой длиной в 20 дюймов, но настоящий газовый блок установлен как на карабине и скрыт под цевьем длиной 12 дюймов.
- QRC — ранее известная как ORC (optics ready carbine, «карабин с оптикой»), но теперь именуемая QRC (quick response carbine, «быстродействующий карабин»), представляет собой винтовку с плоским верхом без прицельных приспособлений, оснащенную простой оптикой 1x20 с красной точкой. QRC имеет патрон 5,56x45 мм со стволом с мелонитовым покрытием с поворотом 1:8, затворной рамой в стиле M16 и буферной трубкой mil-spec.
- Patrolman[7] — «пистолетная» версия со стволом длиной 7 или 10,5 дюймов (17,7 и 26,6 см), без приклада. Также доступен в военной версии или версии для правоохранительных органов с переводчиком огня.
- Bushmaster M4

- Carbon 15

## Известность и полемика
Карабин Bushmaster XM15-E2S «типа M4» впервые получил известность как оружие, использовавшееся в атаках снайперов в окрестностях Вашингтона в октябре 2002 года.
Bushmaster XM-15 использовался во время стрельбы в начальной школе Сэнди-Хук в декабре 2012 года.  Незадолго до двухлетней годовщины массового убийства девять семей из 26 жертв стрельбы подали коллективный иск в Коннектикуте против Bushmaster, Remington Arms и других производителей оружия, добиваясь «неуказанного возмещения ущерба ответчикам» за предполагаемое небрежное доверие и незаконный маркетинг винтовки XM-15. Истцы утверждали, что обе теории ответственности подпадают под исключения из Закона о защите законной торговли оружием 2005 года, который предоставляет широкий гражданский иммунитет производителям оружия. Дело было прекращено в суде высшей инстанции и было обжаловано в Верховном суде Коннектикута.
В марте 2019 года Верховный суд Коннектикута возобновил иск о противоправной смерти, постановив, что истцы успешно подали иск о незаконном маркетинге. Remington подала апелляцию в Верховный суд США, который 12 ноября 2019 года отказал в пересмотре. 15 февраля 2022 года страховщики Remington Arms рассчитались с семьями жертв бойни в Сэнди-Хук и согласились выплатить в общей сложности 73 миллиона долларов США семьям погибших.
Также XM-15 использовался в перестрелке в Северном Голливуде в 1997 году, и в стрельбе в Нэшвилле (англ.) в 2018 году.
XM15-E2S был захвачен Пешмергой у боевиков Исламского государства в горах Синджар во время гражданской войны в Ираке.
Помимо этого Bushmaster XM-15 использовал стрелок во время массового убийства в Буффало.

## Законность
По состоянию на 2 октября 2000 года Калифорния запретила Bushmaster XM-15, внеся его название в Список Штурмового Оружия «Каслер против Локьера», среди прочих винтовок в стиле AR-15 от Armalite, DPMS, Colt, Eagle Arms и других.
В результате массового убийства в начальной школе Сэнди-Хук:
- Штат Нью-Йорк запретил серию Bushmaster XM-15 и другое штурмовое оружие Законом о безопасности штата Нью-Йорк (англ.) в январе 2013 года[26].
- Серия XM-15 входит в число более чем 100 видов огнестрельного оружия, добавленных в список запрещенного штурмового оружия штата Коннектикут (англ.) поправкой апреля 2013 года, принятой после стрельбы в школе Сэнди-Хук[27][28].

## Страны-эксплуатанты
- Бразилия: Федеральная полиция Бразилии[29]
- Новая Зеландия: Полиция Новой Зеландии[30]
- Папуа — Новая Гвинея[31][32]
- Польша: используется спецподразделением GROM.[33]

### Негосударственные формирования
- ИГ[1]